# Bordea
Bordea es un género de arañas araneomorfas de la familia Linyphiidae. Se encuentra en el Sur de Europa.

## Lista de especies
Según The World Spider Catalog 12.0:
- Bordea berlandi (Fage, 1931)
- Bordea cavicola (Simon, 1884)
- Bordea negrei (Dresco, 1951)